# Gregorius Gravlid
Gregorius Zachariassen Gravlid, né le 27 août 1890 et mort le 24 juillet 1968, est un coureur du combiné nordique norvégien.

## Biographie
Il est originaire du village de Gjerpen.
Membre du club Lidarende puis de Odds SK, il remporte la course de combiné au Festival de ski de Holmenkollen en 1916 et ainsi un kongepokal. Il finit également troisième aux Jeux nordiques cette année.